# Frederik Liebmann
Frederik Michael Liebmann (født 10. oktober 1813 i Helsingør, død 29. oktober 1856 i København) var en dansk botaniker, der ledte en af de første store videnskabelige ekskursioner til udlandet, og var udgiver af fem hæfter af Flora Danica.

## Baggrund
Liebmanns forældre var købmand Nicolai Christian Liebmann (født 25. januar 1845 på samme ejendom Rolighed ved Horsens) og Anna født Reemcke, datter af en plantageejer på St. Thomas. Han blev student fra Helsingørs Latinskole 1832 og gav sig derefter til at studere botanik under Jens Wilken Hornemann, hvis yndlingslærling han blev, og Joakim Frederik Schouw. I sine første studieår var det især Danmarks floristik og algernes studium, der sysselsatte ham. I 1835 gjorde han en rejse til Tyskland, i 1836 en til Norge og i 1839 en til Sverige. Allerede i 1837 blev han docent ved Veterinærskolen, og i 1838 konstitueredes han som docent ved Københavns Universitet.
Liebmann skal have været en høj og statelig mand, behagelig i omgang og meget musikalsk. I 1846 giftede han sig med Hornemanns yngste datter, Henriette Sophie Marie (født 1823), men hun døde af kolera 18. juli 1853; med hende havde han sønnen Axel. Han giftede sig 2. gang (22. november 1854) med Christine Johanne Olufsen, født Permin (adoptivdatter af professor C.F.R. Olufsen), senere gift med grosserer Erichsen.

## Rejse til Mexico 1840-1843
Efter at være blevet docent begyndte han at forberede sig til en stor videnskabelig rejse til Mexico; han ville, at "intet skulde være ham fremmed og intet overraske ham", når han kom der til. I november 1840 begyndte han på sin rejse, der kom til at være næsten 3 år, og som blev finansieret dels af egne midler, dels fra understøttelse fra kongen, finanskassen og universitetet. I begyndelsen var han ledsaget af en tysk gartner, Rathsack, der skulle samle frø og levende planter til Den botaniske Have i København. 7. februar 1841 landede de i Vera Cruz. Her fra drog han, i selskab med den russiske naturforsker Karwinsky, mod nord langs kysten først til Colipa, der fra gennem urskovsegne til Papantla, det nordligste punkt, han nåede. Her fra gik rejsen mod syd til en hacienda, El Mirador, på østsiden af vulkanen Pico de Orizaba, hvis ejer, Sartorius havde skrevet et værk om Mexico og lod Liebmann bo i ejendommen, hvorfra rejser nu blev foretaget i alle retninger. Pico de Orizaba (5.636 m over havet) blev besteget i september, og sammen med blandt andet en belgisk naturforsker, Ghiesbrecht, boede han i et par uger i en ussel hytte i 3 kilometers højde og gjorde ekskursioner herfra op til snegrænsen såvel som henad siderne og ned i kløfterne. En anden rejse med El Mirador som udgangspunkt gik i slutningen af 1841 mod vest over bjergene ind på højsletterne. Herefter vendte Rathsack, med hvem han var misfornøjet, hjem i marts 1842 (Karwinsky havde han langt tidligere skilt sig fra) og medførte store samlinger af levende planter og frø foruden herbarier; i de første 10 måneder angiver Liebmann at have samlet over 50.000 planter af vistnok 2.700 arter foruden mange zoologiske genstande med mere.
Den næste store rejse blev foretaget fra Mirador i april 1842 (til januar 1843) og gik mod syd til Stillehavet, langs hvis kyst han rejste sydpå gennem et lang stykke. På denne store rejse besteg han blandt andet det 3.209 m høje bjerg Cerro Zempoaltepec i Oaxaca. Dette var hans sidste store rejse i Mexico, men omstændighederne i København tvang ham til at rejse tilbage. Til København nåede han i juni 1843. Her var den gamle professor Jens Wilken Hornemann død (juni 1841) og som direktør for Den botaniske Have efterfulgt af Joakim Frederik Schouw, der allerede begyndte at blive svagelig og desuden var fuldt optaget af politik, men dernæst var også Liebmanns jævnaldrende ven, den unge botaniker Salomon Drejer, pludselig død (april 1842). Inden afsejlingen fra Mexico nåede han at sende en ansøgning om at måtte fortsætte som udgiver af Flora Danica efter Drejer, og den var blevet tiltrådt, da han nåede hjem.

## Akademisk karriere
Efter sin hjemkomst blev han (1845) igen docent ved Veterinærskolen, og fik overdraget mange opgaver i anledning af Schouws sygelighed (1845), blev ekstraordinær docent ved universitetet med titel af professor (1845), blev docent ved Polyteknisk Læreanstalt (1846), formand for gartner-eksamenskommissionen (1851), eksaminator ved farmaceutisk eksamen (1851) og sluttelig, da Schouw tog sin afsked, professor ordinarius og direktør for Botanisk Have (fra 1. april 1852). Han var derudover et virksomt medlem af Naturhistorisk Forening blandt andet ved at holde populære forelæsninger, og blev en af dens første redaktører. I 1853 blev han Ridder af Dannebrog.
I sit videnskabelige arbejde fokuserede han på at beskrive sine rige mexicanske samlinger (henimod 100.000 eksemplarer af planter). Allerede året efter sin hjemkomst (1844) begynder han sine publikationer, og i 1845 bebuder han i Videnskabernes Selskab, som han var blevet medlem af i 1844, et storartet anlagt værk over Mexicos palmer og koglepalmer, som "er under Trykken og vil udkomme om nogle Maaneder"; en mængde (vist mindst 50) i særdeles stort format udførte tavler blevet litograferet, men teksten blev næppe skrevet, og han har heller ikke været tilfreds med værket, for det udkom aldrig, og oplaget brændte med Christiansborgs brand i 1884. Men i øvrigt følger den ene publikation efter den anden i de følgende år, dels i Videnskabernes Selskabs Skrifter, dels i Naturhistorisk Forenings Videnskabelige Meddelelser, dels ved de skandinaviske naturforskermøder: over Mexicos bregner, Araceer, Juncaceer, Cyperaceer, nældeagtige planter, begonier osv. Alle disse arbejder var af deskriptiv systematisk natur.
Af Flora Danica nåede Liebmann at udgive 4 hæfter og at forberede et supplementhæfte til senere udgivelse:
- Flora Danica. Icones plantarum sponte nascentium in regnis Daniæ et Norvegiæ etc. Fasciculi XLI-XLIV (Tabulæ 2401–2640) cur. F. M. Liebmann. Havniæ 1845-58.

Vol. XIV. Fasc. 40, 1843; 41, 1845; 42, 1849.
Vol. XV. Fasc. 43, 1852.
Supplementi fasc. 1, 1853.
En fuldstændig liste over Liebmanns arbejder er givet i Warming (1881)

## Sidste år
At hans store rejse og værdifulde samlinger for en stor del forblev ubearbejdede og ikke fik den betydning for videnskaben, som de kunne have fået, skyldes for en stor del hans tidlige død. Han blev angrebet af brystsyge, så at andre i hans seneste leveår til dels måtte overtage hans embedspligter, og han blev nervøs og pirrelig i sin sidste tid; da hans død indtraf 29. oktober 1856, var han kun 43 år gammel. Hans store samlinger, der var vokset yderligere gennem udstrakte forbindelser med udenlandske botanikere, gik over til Botanisk Have, og hans omfattende embedsgerning blev delt mellem tre personer.
Hans efterladte papirer findes i Botanisk Haves Bibliotek. Han er begravet på Assistens Kirkegård. Der findes et portrætmaleri i Botanisk Haves Bibliotek. Jacob Georg Agardh har kaldt en algeslægt, Liebmannia, efter Liebmann. Koglepalmen Dioon edule, som han donerede til Den botaniske Have, lever stadig.
Standard-auktorbetegnelse for arter beskrevet af Frederik Liebmann: Liebm..